# Expédition Kittanning
Guerre de Sept Ans
Batailles
- Jumonville Glen (1754)
- Fort Necessity (1754)
- Fort Beauséjour (1755)
- 8 juin 1755
- Monongahela (1755)
- Petitcoudiac (1755)
- Lac George (1755)
- Fort Bull (1756)
- Fort Oswego (1756)
- Kittanning (1756)
- En raquettes (1757)
- Pointe du Jour du Sabbat (1757)
- Fort William Henry (1757)
- German Flatts (1757)
- Lac Saint-Sacrement (1758)
- Louisbourg (1758)
- Le Cran (1758)
- Fort Carillon (1758)
- Fort Frontenac (1758)
- Fort Duquesne (1758)
- Fort Ligonier (1758)
- Québec (1759)
- Fort Niagara (1759)
- Beauport (1759)
- Plaines d'Abraham (1759)
- Sainte-Foy (1760)
- Neuville (1760)
- Ristigouche (navale) (1760)
- Mille-Îles (1760)
- Signal Hill (1762)

L'expédition Kittanning, ou expédition Armstrong, qui eut lieu environ le 8 septembre 1756, est une incursion britannique dans le village amérindien de Kittanning, de la tribu des Lenapes, sur le théâtre nord-américain de la guerre de Sept Ans.
L'origine de cette incursion vient d'une série d'attaques des Lenapes et des Shawnees, souvent avec la coopération des Français. Après la destruction du Fort Granville par une expédition française et amérindienne le 2 août 1756, le gouverneur de la colonie de Pennsylvanie commande la destruction du village de Kittanning, où les chefs des Lenapes, Shingas et Tewea, vivent - et où 100 soldats britanniques sont retenus prisonniers.
Durant l'incursion, les miliciens brûlent le village, tuent Tewea, et libèrent les prisonniers. Cependant, la plupart des Lenapes parviennent à se sauver, et les Pennsylvaniens subissent plus de pertes que leurs adversaires. Néanmoins, l'incursion choque les Lenapes, montrant leur vulnérabilité. Une faction pacifiste, menée par Tamaqua, le frère de Shingas, émerge bientôt dans la tribu. En 1758, Tamaqua fait la paix avec la Pennsylvanie dans le traité d'Easton, qui permet aux Britanniques, sous les ordres du général John Forbes, de monter une expédition pour chasser les Français de Fort Duquesne.